# 셀주크
셀주크(سلجوق ﺑﯿﮓ)는 셀주크 제국의 술탄들의 반半전설적인 조상이다. 현대 튀르키예어로는 셀축이라고 표기한다. 그는 오구즈 투르크의 지배세력 중 하나인 크늑 씨족에 속했으며, 테뮈르 얄르그(‘철궁을 든’이라는 의미)라는 별명으로 불린 두카크의 아들이라고 여겨진다. 그는 오구즈 야브구국에서 경력을 시작했다. 10세기 중반, 그는 자신의 추종자들을 이끌고 오구즈 야브구의 시르 다리야 하류의 겨울 수도 얀기켄트(‘새 도시’)를 떠나 잔드로 이주했다.
셀죽 집단이 이슬람으로 개종한 것은 이 무렵의 일로 여겨진다. 그는 이후 사만 왕조와 동맹을 맺고 이교도 투르크인들과의 투쟁을 시작했다. 이 와중에 그의 차남 미카일이 죽었다. 미카일의 두 아들 차그리와 투그룰은 셀죽이 거둬 키우게 되었다. 서력 990년에 장남 아르슬란 이스마일이 부하라와 사마르칸트 사이에 있는 낙흐샤브 또는 누르(지금의 누르 아타)로 이주했으나, 셀죽은 동행하지 않았다. 서력 1007년, 그는 잔드에서 죽었다.
그의 아들은 다섯 명이다. 아르슬란, 미카일, 무사, 유수프, 유누스가 각각의 이름이다. 이들의 이름이 성경에 나오는 것이라는 점을 근거로 그가 본래 네스토리우스파라고 추측하는 학자들도 있으나, 이는 무슬림들도 사용한 이름이기 때문에 그럴 가능성은 낮다.

## 참고 서적
- A.Sevim and C.E. Borsworth. “The Seljuqs and Khwarazm Shahs”. History of Civilizations of Central Asia volume 4, The Age of Achievement: A.D.750 to the End of the Fifteenth Century─Part One: The Historical, Social and Economic Setting. M.S. Asimov and C.E. Bosworth ed. Paris: Unesco, 1998, pp.150-181.
- Rashı̄d al-Dı̄n Tabib, Ẓāhir al-Dīn Nīshāpūrī, The history of the Seljuq Turks, Routledge, 2001.
- 르네 그루쎄, 『유라시아 유목제국사』, 김호동, 유원수, 정재훈 옮김, 사계절, 1998.